# Digitalis grandiflora
La digital de flores grandes  (Digitalis grandiflora)  es una especie perteneciente a la familia Plantaginaceae.

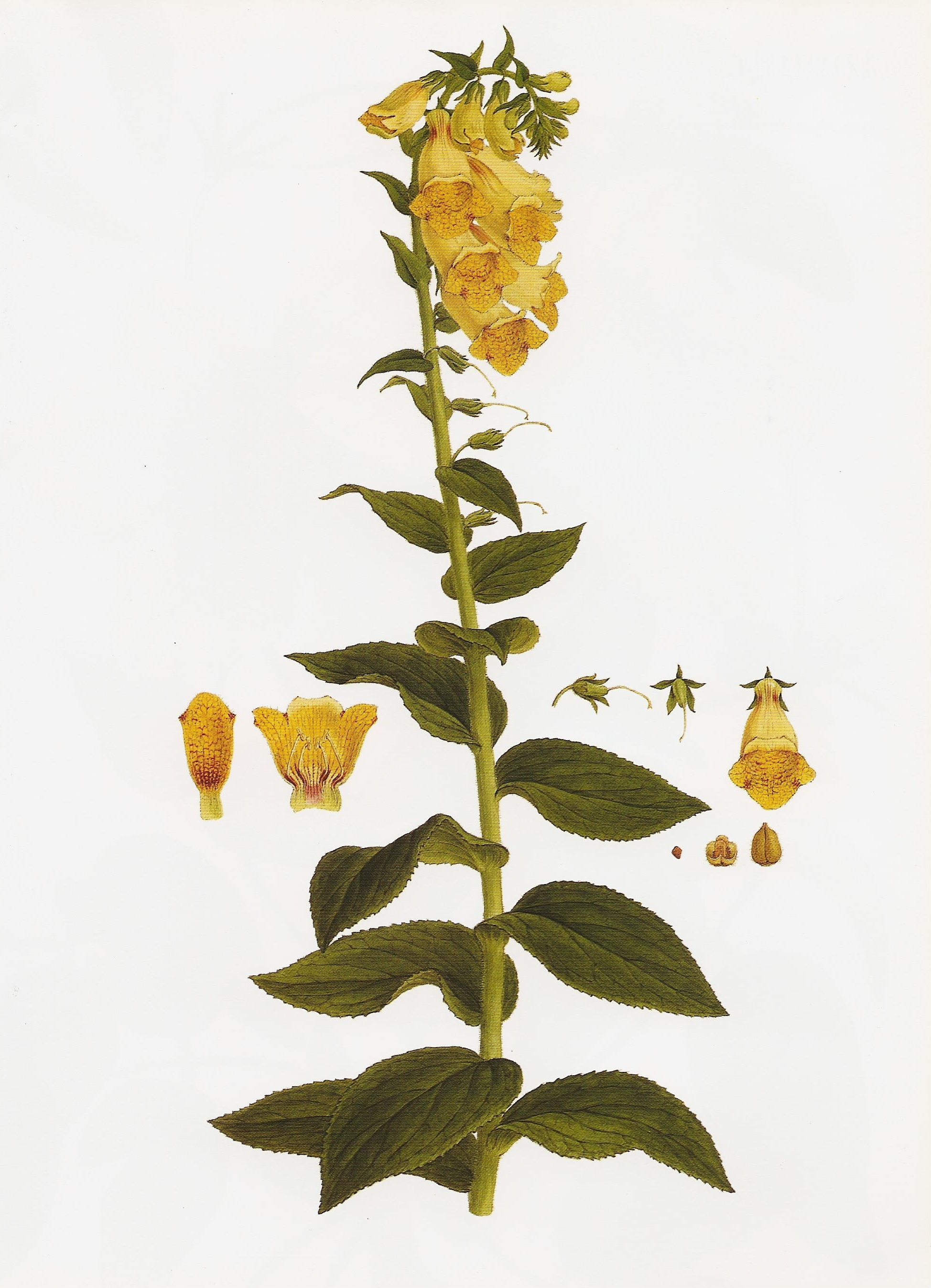
Ilustración de Ferdinand Bauer (1760-1826), para Digitalium Monographia de John Lindley (1821)

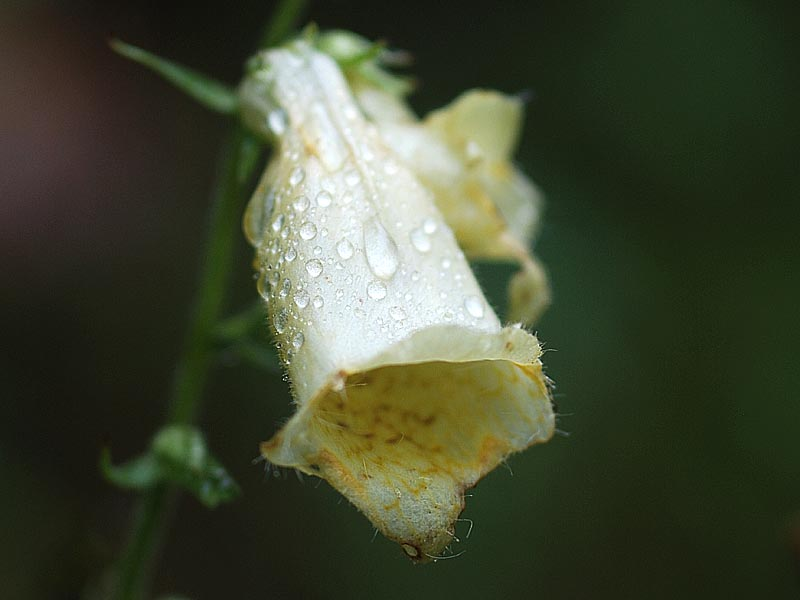
Detalle de la flor

## Hábitat
Es una planta herbácea vivaz nativa de los Alpes aunque difundida por las montañas de Europa donde crece en alturas de 400 a 2000 m s. n. m. en bordes de caminos, claros de bosques, en rocadales o praderas.

## Descripción
Planta herbácea que alcanza 40-100 cm de altura con flores tubulares de color amarillo pálido que se agrupan en racimos.

## Propiedades
- Tiene las mismas propiedades que Digitalis purpurea, aunque contiene más heterósidos cardenólidos de la serie A.

## Taxonomía
Digitalis grandiflora fue descrita por Philip Miller    y publicado en The Gardeners Dictionary: . . . eighth edition Digitalis no. 4, corr. 1768.
Etimología
Digitalis: nombre genérico del latín medieval digitalis = la "digital o dedalera" (Digitalis purpurea L., Scrophulariaceae). Según Ambrosini (1666), “se llama Digital porque las flores imitan la forma del dedal (a saber, de la cubierta de los dedos de las mujeres cuando cosen)”.
grandiflora: epíteto latino que significa "con grandes flores".
Sinonimia
- Digitalis orientalis Mill., 1768
- Digitalis ochroleuca Jacq., 1773
- Digitalis milleri G.Don, 1838
- Digitalis magniflora Mill., 1768
- Digitalis flava Georgi, 1802
- Digitalis ambigua var. obtusiloba Gren. & Godr., 1850
- Digitalis ambigua var. acutiloba Gren. & Godr., 1850
- Digitalis ambigua Murray, 1770
- Digitalis media Roth, 1800[4][5]

Híbridos
- Digitalis × fulva Lindl., 1821

(fórmula: Digitalis grandiflora Mill. × Digitalis purpurea L.).